# Corcovadospoorlijn
De Corcovadospoorlijn (Portugees: Trem do Corcovado) is een tandradspoorweg die in de Braziliaanse stad Rio de Janeiro, met name toeristen naar de top van de Corcovado met daarop het beeld Christus de Verlosser. De route voert grotendeels door het Nationaal park Tijuca, een natuurgebied midden in de stad. Er wordt gereden met Zwitsers materieel van het merk Stadler Rail. De route is 3.824m lang, start in de wijk Cosme Velho (op ± 50 meter boven zeeniveau) en klimt naar een hoogte van 670 meter.
De lijn werd op 9 september 1884 officieel geopend door keizer Peter II van Brazilië. Er werd toen nog met stoomlocomotieven gereden. In 1910 werd de lijn geëlektrificeerd. Daarmee was her de eerste elektrische spoorlijn van het land. Tijdens de bouw van het beeld Christus de Verlosser werd de lijn ingezet voor het vervoer van bouwmaterialen.
Het huidige materieel bestaat uit drie tweewagenstellen die met recuperatief remmen energie besparen. De lijn heeft vier stations. Een tijd lang is er nog een vijfde station geweest. De spoorlijn is aangelegd met meterspoor omdat daarmee scherpere bochten gemaakt kunnen worden en voor het tandrad is het Riggenbachsysteem gebruikt. De lijn is enkel spoor, maar bij de stations is het spoor dubbel zodat de treinen elkaar kunnen passeren.

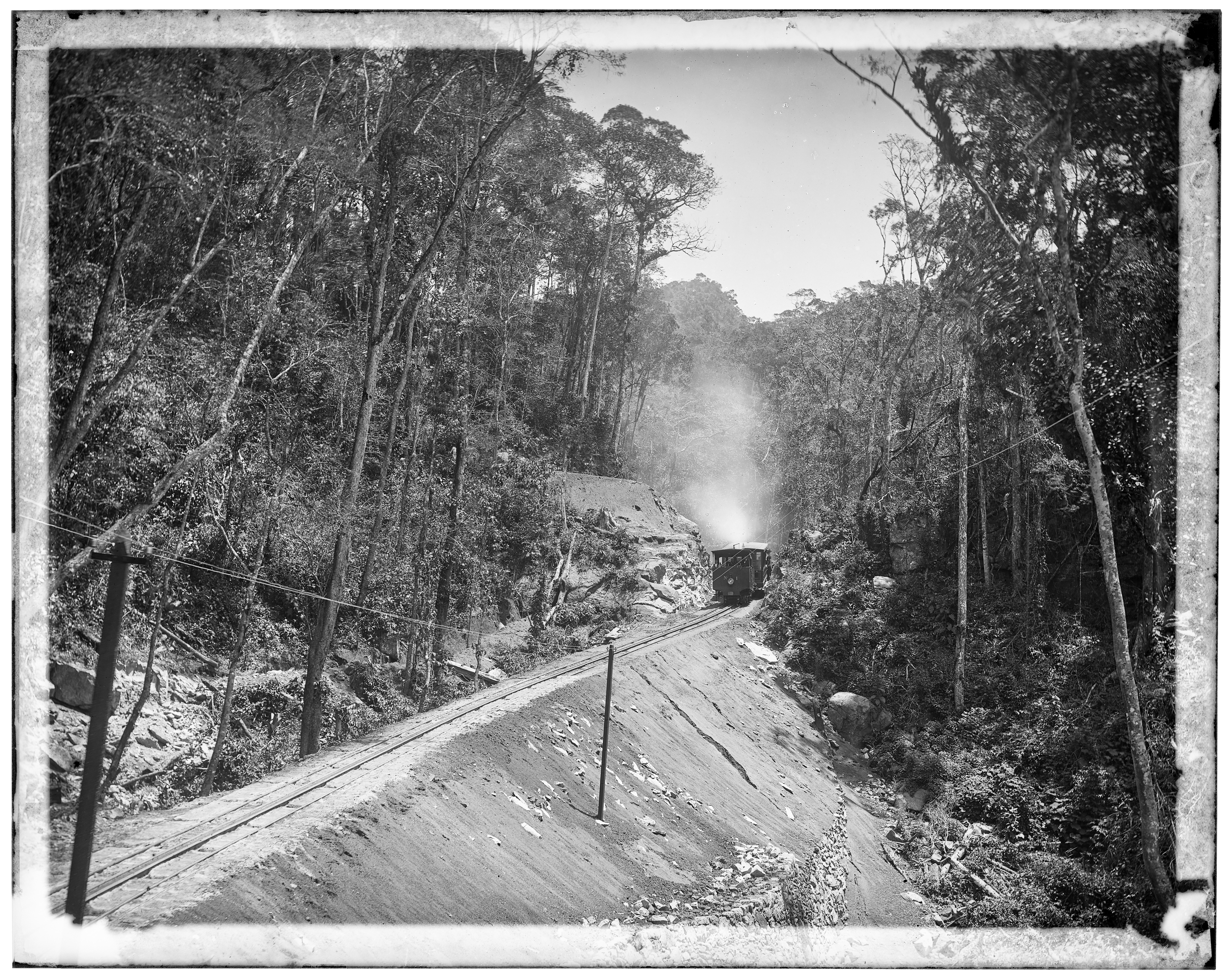
De Corcovadotrein nog voordat deze geëlektrificeerd was
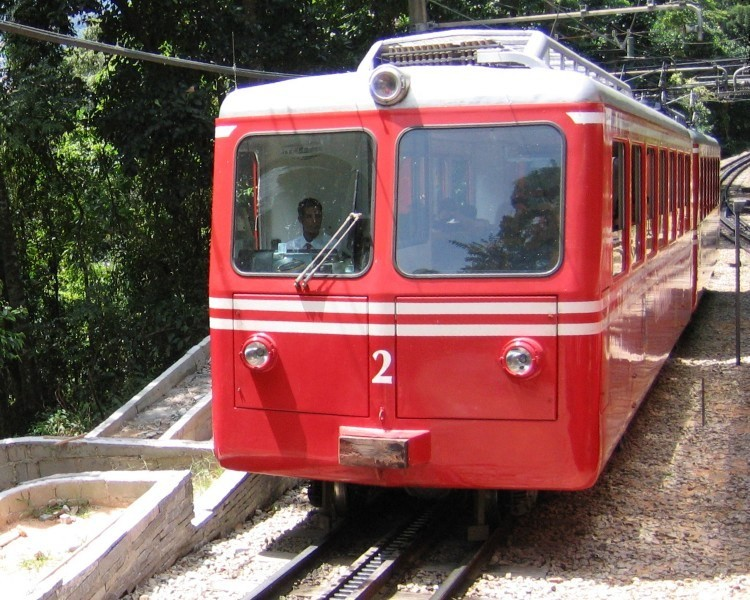
Een trein in 2005. Dit model is niet meer in gebruik
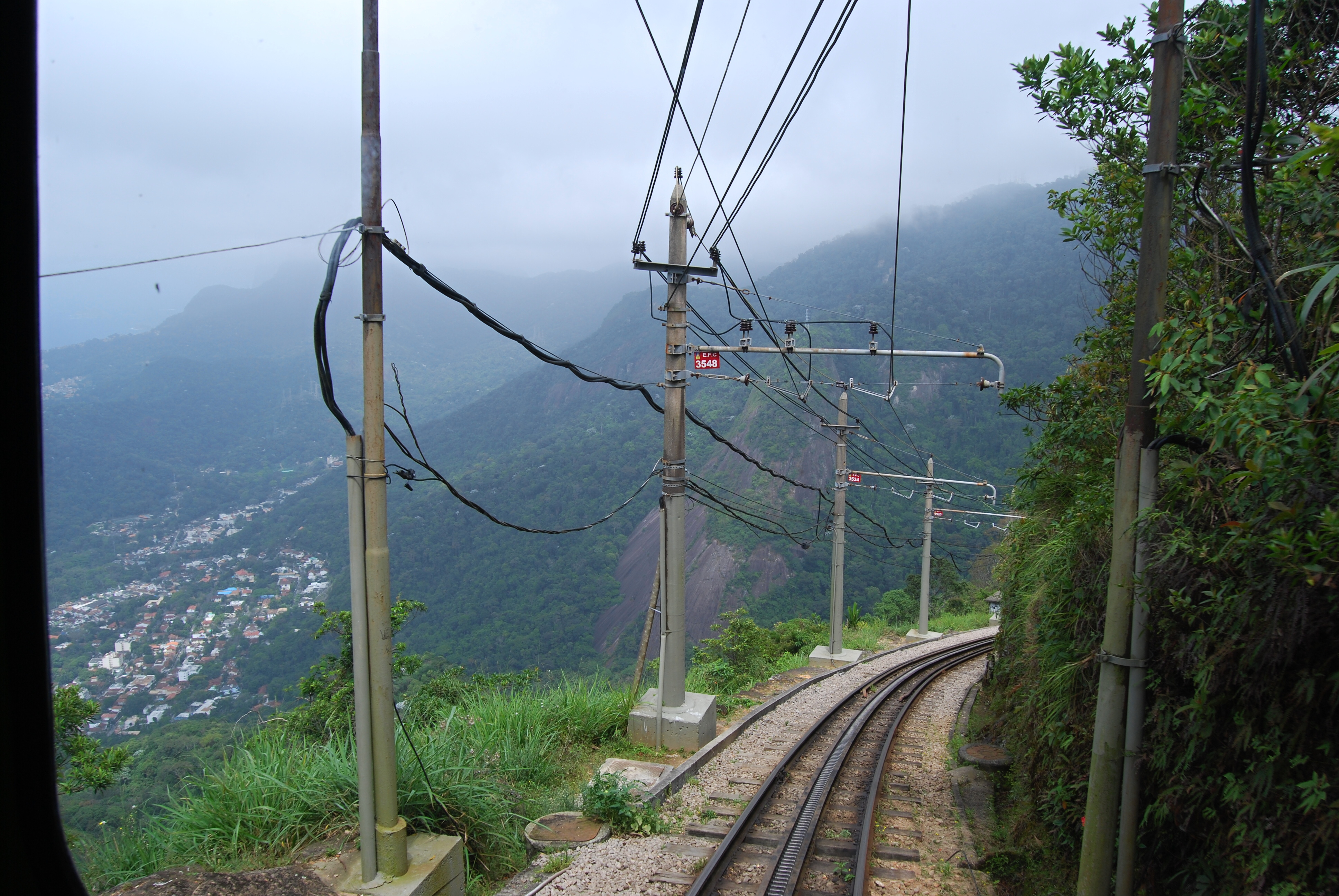
Het spoor langs een afgrond